# Élections sénatoriales de 2017 dans le Val-d'Oise
Les élections sénatoriales dans le Val-d'Oise ont lieu le dimanche 24 septembre 2017. Elles ont pour but d'élire les sénateurs représentant le département au Sénat pour un mandat de six années.

## Contexte départemental
Lors des élections sénatoriales de 2011 dans le Val-d'Oise, cinq sénateurs ont été élus selon un mode de scrutin proportionnel : un PCF-MUP, deux PS et deux UMP.
Depuis, tous les effectifs du collège électoral des grands électeurs ont été renouvelés, avec les élections législatives de 2017, les élections régionales de 2015, les élections départementales de 2015 et les élections municipales de 2014.

## Sénateurs sortants
| Sénateur | Sénateur         | Parti | Fonctions lors de l'élection en 2011                           |
| -------- | ---------------- | ----- | -------------------------------------------------------------- |
|          | Dominique Gillot | PS    | Conseillère générale, maire d'Éragny                           |
|          | Robert Hue       | MdP   | Sénateur sortant                                               |
|          | Alain Richard    | LREM  | Maire de Saint-Ouen-l'Aumône, ancien ministre, ancien sénateur |
|          | Hugues Portelli  | LR    | Sénateur sortant, maire d'Ermont                               |
|          | Francis Delattre | LR    | Maire de Franconville                                          |

## Présentation des listes et des candidats
Les nouveaux représentants sont élus pour une législature de 6 ans au suffrage universel indirect par les 2 188 grands électeurs du département. Dans le Val-d'Oise, les sénateurs sont élus au scrutin proportionnel plurinominal. Leur nombre reste inchangé, cinq sénateurs sont à élire et sept candidats doivent être présentés sur la liste pour qu'elle soit validée. Chaque liste de candidats est obligatoirement paritaire et alterne entre les hommes et les femmes. Plusieurs listes seront déposées dans le département. Elles sont présentées ici dans l'ordre de leur dépôt à la préfecture et comportent l'intitulé figurant aux dossiers de candidature.
Les listes présentées ne sont pas les listes officielles et sont susceptibles d'être modifiées jusqu'au dépôt définitif et officiel des listes.

### Portons la voix des communes (Les Républicains)
| N° | Candidats | Candidats                  | Parti | Principale fonction                                                                                       |
| -- | --------- | -------------------------- | ----- | --- |
| 01 |           | Arnaud Bazin               | LR    | Président du conseil départemental, président de la CC du Haut Val-d'Oise, conseiller municipal de Persan |
| 02 |           | Jacqueline Eustache-Brinio | LR    | Conseillère régionale, maire de Saint-Gratien                                                             |
| 03 |           | Philippe Sueur             | LR    | Premier vice-président du conseil départemental, maire d'Enghien-les-Bains                                |
| 04 |           | Nathalie Beaudoin          | LR    | Adjointe au maire de Cormeilles-en-Parisis                                                                |
| 05 |           | Michel Guiard              | DVD   | Maire de Boissy-l'Aillerie                                                                                |
| 06 |           | Anne Fromenteil            | LR    | |
| 07 |           | Patrick Renaud             | LR    | |

### Union progressiste pour le Val-d'Oise (La République en marche)
| N° | Candidats | Candidats          | Parti | Principale fonction                  |
| -- | --------- | ------------------ | ----- | ------------------------------------ |
| 01 |           | Alain Richard      | LREM  | Sénateur sortant                     |
| 02 |           | Sonia Yembou       | LREM  |                                      |
| 03 |           | Dominique Charlet  | LREM  | Adjoint au maire d'Enghien-les-Bains |
| 04 |           | Jacqueline Maigret | DVG   | Maire de Marines                     |
| 05 |           | Cyril Diarra       | LREM  | Maire de Villiers-le-Sec             |
| 06 |           | Sophie Chiaramello | LREM  |                                      |
| 07 |           | Régis Litzelmann   | DVG   | Adjoint au maire de Cergy            |

### Ensemble, défendons nos communes (Parti socialiste)
| N° | Candidats | Candidats          | Parti | Principale fonction                                        |
| -- | --------- | ------------------ | ----- | ---------------------------------------------------------- |
| 01 |           | Rachid Temal       | PS    | Conseiller régional, conseiller municipal de Taverny       |
| 02 |           | Isabelle Péressi   | PS    | Conseillère régionale, conseillère municipale de Sarcelles |
| 03 |           | Jean-Pierre Béquet | PS    | Ancien maire d'Auvers-sur-Oise, ancien député              |
| 04 |           | Renée Karcher      | PS    | Conseillère municipale d'Argenteuil                        |
| 05 |           | Didier Dague       | PS    | Conseiller municipal de Courdimanche                       |
| 06 |           | Lydia Chevalier    | PS    | Adjointe au maire de Vauréal                               |
| 07 |           | Blaise Ethodet     | PS    | Conseiller municipal de Fosses                             |

### « Les élus du Val-d'Oise unis pour notre territoire et faire avancer la France »
| N° | Candidats | Candidats               | Parti | Principale fonction                                                    |
| -- | --------- | ----------------------- | ----- | ---------------------------------------------------------------------- |
| 01 |           | Philippe Métézeau       | UDI   | Adjoint au maire d'Argenteuil, vice-président du conseil départemental |
| 02 |           | Agnès Rafaitin-Marin    | LR    | Conseillère départementale, adjointe au maire d'Ézanville              |
| 03 |           | Jean-Christophe Veyrine | DVD   | Maire de Jouy-le-Moutier                                               |
| 04 |           | Lucie Miccoli           | DVD   | Adjointe au maire de Taverny                                           |
| 05 |           | Éric Colin              | UDI   | Adjoint au maire d'Auvers-sur-Oise                                     |
| 06 |           | Sidonie Ferreira        | DVD   | Adjointe au maire de Beaumont-sur-Oise                                 |
| 07 |           | Jean Paré               | UDI   | Adjoint au maire de Garges-lès-Gonesse                                 |

### Le renouvellement (Divers gauche)
| N° | Candidats | Candidats        | Parti | Principale fonction                               |
| -- | --------- | ---------------- | ----- | ------------------------------------------------- |
| 01 |           | Bruno Huisman    | DVG   | Maire de Valmondois                               |
| 02 |           | Édith Andouvlie  | DVG   | Maire d'Us                                        |
| 03 |           | Bruno Mace       | DVG   | Maire de Villiers-Adam                            |
| 04 |           | Dienabou Kouyate | DVG   | Conseillère municipale de Montigny-lès-Cormeilles |
| 05 |           | Hussen Kebe      | DVG   | Adjoint au maire de Courdimanche                  |
| 06 |           | Yannick Maurice  | DVG   | Conseiller municipal d'Éragny                     |
| 07 |           | Christian Maron  | DVG   |                                                   |

### Défendons l'avenir de nos communes pour défendre la France (Divers droite)
| N° | Candidats | Candidats            | Parti | Principale fonction                    |
| -- | --------- | -------------------- | ----- | -------------------------------------- |
| 01 |           | Sébastien Meurant    | LR    | Maire de Saint-Leu-la-Forêt            |
| 02 |           | Élodie Thabourey     | LR    | Adjointe au maire de L'Isle-Adam       |
| 03 |           | Jean-François Renard | LR    | Maire de Villers-en-Arthies            |
| 04 |           | Nicole Bergerat      | LR    | Adjointe au maire de Puiseux-en-France |
| 05 |           | Olivier Dupont       | LR    | Adjoint au maire de Viarmes            |
| 06 |           | Virginie Henneuse    | LR    | Conseillère municipale d'Andilly       |
| 07 |           | Didier Guevel        | LR    | Maire du Plessis-Gassot                |

## Résultats
| Tête de liste                                                            | Tête de liste            | Liste                     | Voix  | %     | Élus |
| ------------------------------------------------------------------------ | ------------------------ | ------------------------- | ----- | ----- | ---- |
|                                                                          | Arnaud Bazin             | Les Républicains          | 666   | 31,46 | 2    |
| Portons la voix des communes                                             |                          |                           | 666   | 31,46 | 2    |
|                                                                          | Alain Richard            | La République en marche   | 265   | 12,52 | 1    |
| Union progressiste pour le Val-d'Oise                                    |                          |                           | 265   | 12,52 | 1    |
|                                                                          | Sébastien Meurant        | Divers droite (LR)        | 265   | 12,52 | 1    |
| Défendons l'avenir de nos communes pour défendre la France               |                          |                           | 265   | 12,52 | 1    |
|                                                                          | Rachid Temal             | Parti socialiste          | 260   | 12,28 | 1    |
| Ensemble, défendons nos communes !                                       |                          |                           | 260   | 12,28 | 1    |
|                                                                          | Philippe Métézeau        | Divers droite (UDI - LR)  | 224   | 10,58 | 0    |
| Les élus du Val-d'Oise unis pour la France qui avance                    |                          |                           | 224   | 10,58 | 0    |
|                                                                          | Pierre Barros            | Parti communiste français | 155   | 7,32  | 0    |
| Communistes républicains et citoyens du Val-d'Oise                       |                          |                           | 155   | 7,32  | 0    |
|                                                                          | Bruno Huisman            | Divers gauche             | 95    | 4,49  | 0    |
| Le renouvellement                                                        |                          |                           | 95    | 4,49  | 0    |
|                                                                          | Jean-Michel Dubois       | Front national            | 60    | 2,83  | 0    |
| Liste bleu marine pour la défense de nos communes et de nos départements |                          |                           | 60    | 2,83  | 0    |
|                                                                          | Vincent Gayrard          | Écologiste (EELV)         | 48    | 2,27  | 0    |
| L'écologie pour bien vivre dans nos territoires                          |                          |                           | 48    | 2,27  | 0    |
|                                                                          | Didier Arnal             | Divers gauche             | 38    | 1,79  | 0    |
| Faire gagner le Val-d'Oise                                               |                          |                           | 38    | 1,79  | 0    |
|                                                                          | Marie Paule Faucon       | Divers droite             | 34    | 1,61  | 0    |
| Républicains de terrain                                                  |                          |                           | 34    | 1,61  | 0    |
|                                                                          | Jean-Philippe Mars       | Écologiste (AEI)          | 7     | 0,33  | 0    |
| Alliance écologiste indépendante                                         |                          |                           | 7     | 0,33  | 0    |
|                                                                          |                          |                           |       |       |      |
| Suffrages exprimés                                                       | Suffrages exprimés       | Suffrages exprimés        | 2 117 | 97,47 |      |
| Votes blancs                                                             | Votes blancs             | Votes blancs              | 38    | 1,75  |      |
| Votes nuls                                                               | Votes nuls               | Votes nuls                | 17    | 0,78  |      |
| Total                                                                    | Total                    | Total                     | 2 172 | 100   | 5    |
| Abstention                                                               | Abstention               | Abstention                | 128   | 5,57  |      |
| Inscrits / participation                                                 | Inscrits / participation | Inscrits / participation  | 2 300 | 94,43 |      |

### Sénateurs élus
| Sénateur | Sénateur                   | Parti |
| -------- | -------------------------- | ----- |
|          | Rachid Temal               | PS    |
|          | Alain Richard              | LREM  |
|          | Arnaud Bazin               | LR    |
|          | Jacqueline Eustache-Brinio | LR    |
|          | Sébastien Meurant          | LR    |